# Mrežnički Novaki
Mrežnički Novaki is een plaats in de gemeente Duga Resa in de Kroatische provincie Karlovac. De plaats telt 207 inwoners (2001).